# Libertad y Refundación
Libertad y Refundación (hiszp. Libertad y Refundación, dosł. z hiszp. Wolność i odrodzenie) – lewicowa partia polityczna z Hondurasu założona 26 czerwca 2011 roku.